# Инкардинация
Инкардина́ция  (лат. incardinatio — приписка) — название в Римско-католической церкви канонического подчинения священнослужителя своему священноначалию.
Каждый диакон, священник, монах в обязательном порядке должен принадлежать определённой епархии, диоцезу, персональной прелатуре, институту посвящённой жизни или обществу апостольской жизни:

«Каждый клирик должен быть приписан либо в одну из отдельных Церквей или персональных прелатур, либо в один из институтов посвящённой жизни или в общество, наделённое тем же полномочием, чтобы ни в коем случае не допускалось существования клириков неподначальных, или „бездомных“».

Каждый кандидат в священнослужители перед таинством рукоположения, принося послушание определённому епархиальному епископу или полномочному настоятелю института посвящённой жизни, приписывается определённой епархии, диоцезу, монашеским ордену или конгрегации. Инкардинация совершается единожды: в случае епархиального священнослужителя она совершается перед рукоположением в диаконы, монашествующий инкардинируется при принесении монашеских обетов . При последующем рукоположении в пресвитеры инкардинация уже не требуется.
Благодаря инкардинации священнослужитель подвластен епархиальному епископу или монашескому священноначалию.
В настоящее время, в отличие от прошлого, когда инкардинация была постоянной, существует возможность поменять инкардинацию при письменном согласии обоих епископов. Переход священнослужителя в другую епархию или институт посвящённой жизни сопровождается экскардинацией (выпиской) из старой .

## Источник
- Кодекс Канонического Права, изд. «Институт философии, теологии и истории св. Фомы», М., 2007 г., стр. 132—133, ISBN 978-5-94242-045-1
- Католическая энциклопедия, т. II, изд. Францисканцев, М., 2005, стр. 255, ISBN 5-89208-054-4.